# Cantó de Chinon
El cantó de Chinon és un cantó francès del departament de l'Indre i Loira, situat al districte de Chinon. Té 15 municipis i el cap és Chinon.

## Municipis
- Avoine
- Beaumont-en-Véron
- Candes-Saint-Martin
- Chinon
- Cinais
- Couziers
- Huismes
- La Roche-Clermault
- Lerné
- Marçay
- Rivière
- Saint-Germain-sur-Vienne
- Savigny-en-Véron
- Seuilly
- Thizay

## Història
| Data d'elecció                           | Identitat         | Partit        | Qualitat |
| ---------------------------------------- | ----------------- | ------------- | -------- |
| 1945-1959                                | Auguste Correch   | Divers droite |          |
| 1959-1979                                | Jacques Balavoine | Divers droite |          |
| 1976-2001                                | Yves Dauge        | PS            |          |
| 2001-2008                                | Pierre Hervoil    | DL            |          |
| 2008-                                    | Christiane Rigaux | Divers gauche |          |
| les dades anteriors no són pas conegudes |                   |               |          |
|                                          |                   |               |          |